# Erdbeben von L’Aquila 2009

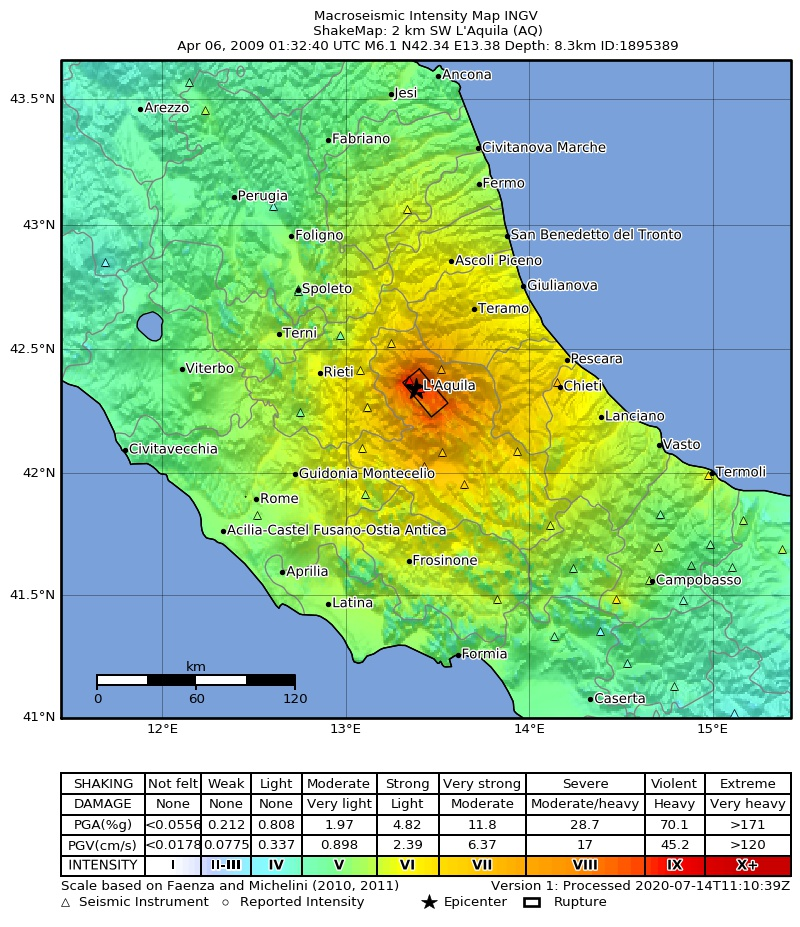
Epizentrum des Bebens vom 6. April 2009

Das Erdbeben von L’Aquila in Italien war ein Erdbeben in der Region Abruzzen und ereignete sich am 6. April 2009 um 03:32 Uhr Ortszeit (01:32 UTC am 6. April 2009). Vom United States Geological Survey wurde die Stärke des Hauptbebens mit der Momenten-Magnitude MW = 6,3 angegeben, das Istituto Nazionale di Geofisica e Vulcanologia gibt eine Magnitude von ML = 5,8 auf der Richterskala an. Demnach befand sich das Hypozentrum des Erdbebens 5 Kilometer südwestlich des Stadtzentrums von L’Aquila, das etwa 95 Kilometer nordöstlich der italienischen Hauptstadt Rom liegt, in einer Tiefe von 8,8 Kilometern. Das Beben war bis nach Rom sowie in Pescara an der Adriaküste im Osten des Landes zu spüren.

## Tektonischer Hintergrund
Das Beben in Zentralitalien ereignete sich als Folge einer Abschiebung an einer nordwest-südost-orientierten Struktur im zentralen Apennin, einem Gebirgszug, der vom Golf von Tarent im Süden bis in die Po-Ebene im Norden Italiens verläuft. Aus geologischer Sicht stellt der Apennin einen Akkretionskeil als Folge einer Subduktion dar. Die Region ist tektonisch und geologisch äußerst komplex. Sie umfasst die Subduktion der Adriatischen Platte unter den Apennin von Osten nach Westen, die Kontinentalkollision zwischen der Eurasischen Platte und der Afrikanischen Platte im Norden und der Öffnung des Tyrrhenischen Beckens im Westen.
Das Zusammentreffen dieser Systeme findet in den häufig stattfindenden Beben am Apennin und der Mittelmeerregion Ausdruck. Auch das Beben von L’Aquila wurde dadurch verursacht, dass sich das Tyrrhenische Becken schneller öffnet als die Kompression zwischen der eurasischen und afrikanischen Platte voranschreitet.

## Vor- und Nachbeben
Bereits in den Stunden vor dem heftigsten Erdstoß der Stärke 5,8 gab es zwei kleinere Beben mit der Stärke 3,5 und 3,9. Auch am Vorabend war ein leichteres Beben im Norden Italiens spürbar; es hatte eine Stärke von 4,6 und ereignete sich um 22:20 Uhr in der Region Emilia-Romagna. Zahlreiche Nachbeben erschwerten zudem die Bergungsarbeiten.
Es war von der Größenordnung her das schwerste Erdbeben in der Region seit jenem bei Assisi im Jahr 1997.

## Schäden und Verluste
Die endgültige Zahl der Toten beläuft sich auf 308, zudem musste die Zivilschutzbehörde etwa 67.000 Obdachlose in Zeltstädten und in Hotels an der Adriaküste vorläufig unterbringen. Insgesamt sind bis zu 15.000 Gebäude von den Erdstößen beschädigt worden.
Schwere Schäden richtete das Beben in der Altstadt von L’Aquila an, mit dem Schwerpunkt am südlichen Altstadtrand. Die größten Zerstörungen entstanden jedoch in Dörfern östlich der Stadt. Onna, das zur Gemeinde L’Aquila gehört, wurde fast völlig zerstört; über 40 Einwohner starben. Fast genauso stark waren Castelnuovo, Fossa, Paganica, Roio Poggio, Santo Stefano di Sessanio, Tempera und Villa Sant’Angelo betroffen.

## Staatsbegräbnis

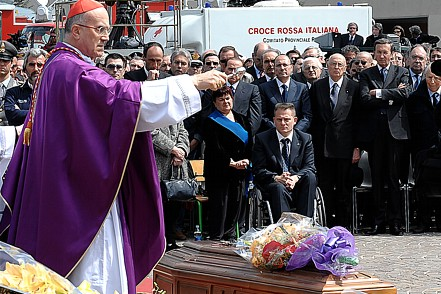
Kardinal Tarcisio Bertone beim Staatsbegräbnis

Am Morgen des 10. April 2009, einem Karfreitag, wurden 205 von 291 Erdbebenopfern in einem Staatsbegräbnis beigesetzt, in Anwesenheit von Premierminister Silvio Berlusconi, Staatspräsident Giorgio Napolitano und zahlreichen weiteren Politikern und führenden Geistlichen. Die Totenmesse wurde von Kardinalstaatssekretär Tarcisio Bertone gefeiert. Gegen Ende wurde ein islamischer Ritus für die muslimischen Opfer abgehalten. Zudem wurde dieser Freitag zum Staatstrauertag erklärt, Flaggen wurden auf halbmast gesetzt, und Flugzeuge am Flughafen standen während einer Schweigeminute still. Papst Benedikt XVI. besuchte die erdbebengeschädigte Zone einige Wochen später am 28. April.

## Hilfe und Wiederaufbau

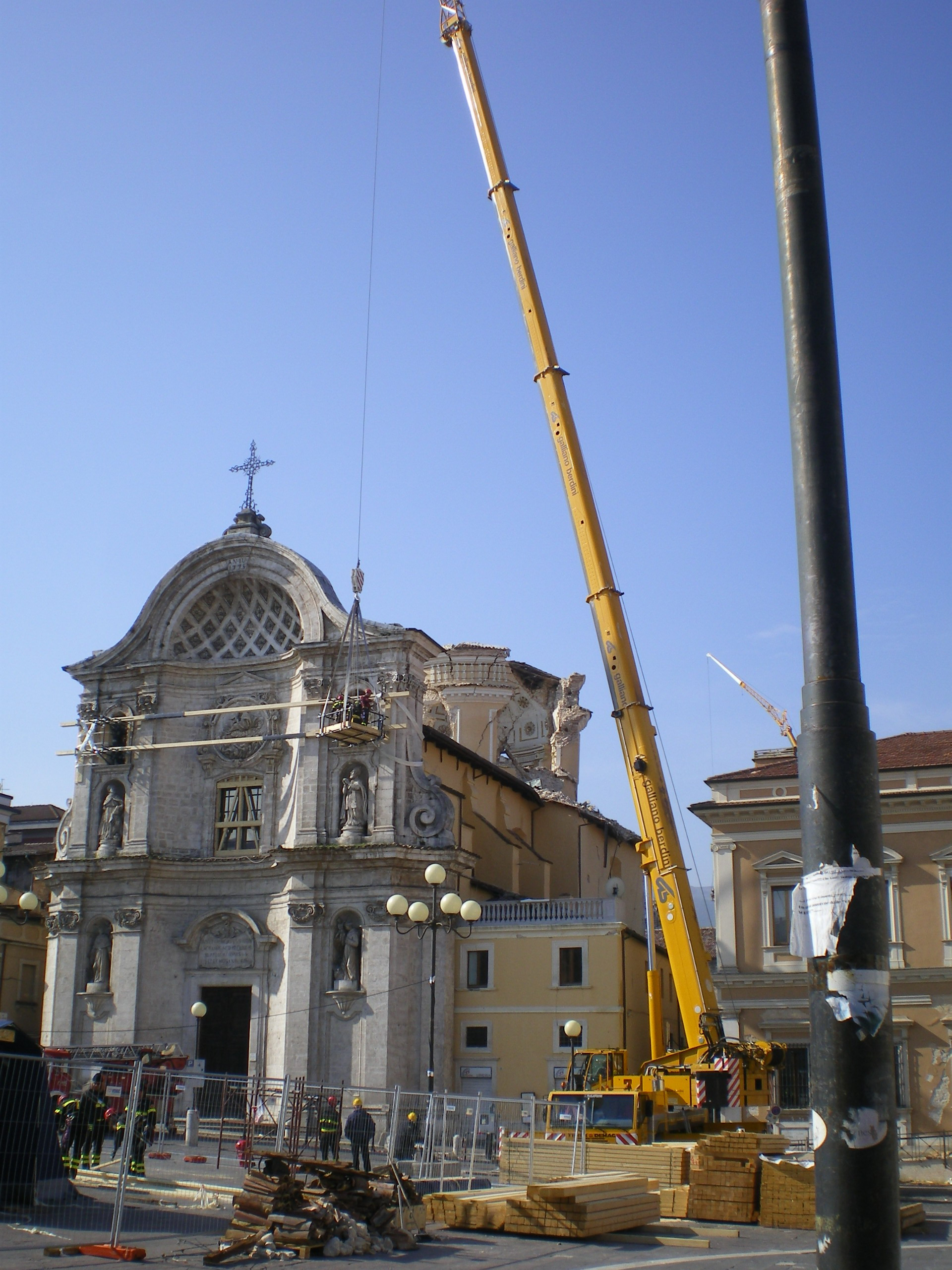
Kirche Anime Sante nach dem Beben

Nach dem Erdbeben überwies der Autohersteller Ferrari den Erlös aus dem Verkauf eines F430 an den Hilfsfonds für die Opfer des Erdbebens. Der italienische Formel-1-Rennfahrer Jarno Trulli organisierte eine Fundraising-Kampagne unter dem Namen Abruzzo In Hearts, an der unter anderem Valentino Rossi teilnahm.
Unter der organisatorischen Leitung von Laura Pausini organisierten bekannte Musikerinnen und Interpretinnen aus Italiens Pop- und Rockszene das Live-Aid-Konzert Amiche per l’Abruzzo im Mailänder Stadion San Siro. An der Solidaritätsveranstaltung, auf der 44 Stars – unter anderem Nada, Carmen Consoli und Gianna Nannini – auftraten, nahmen rund 57.000 Menschen teil. Als Zwischenergebnis des Konzerts sowie der davon veröffentlichten Konzert-DVD vermeldete die römische Tageszeitung La Repubblica eine Summe von anderthalb Millionen Euro, welche nach Aussagen der Veranstalter der Grundschule De amicis Aquila zugutekommen sollte. Eine Schulkinder-Delegation der betroffenen Schule war bei dem Konzert ebenfalls zu Gast.

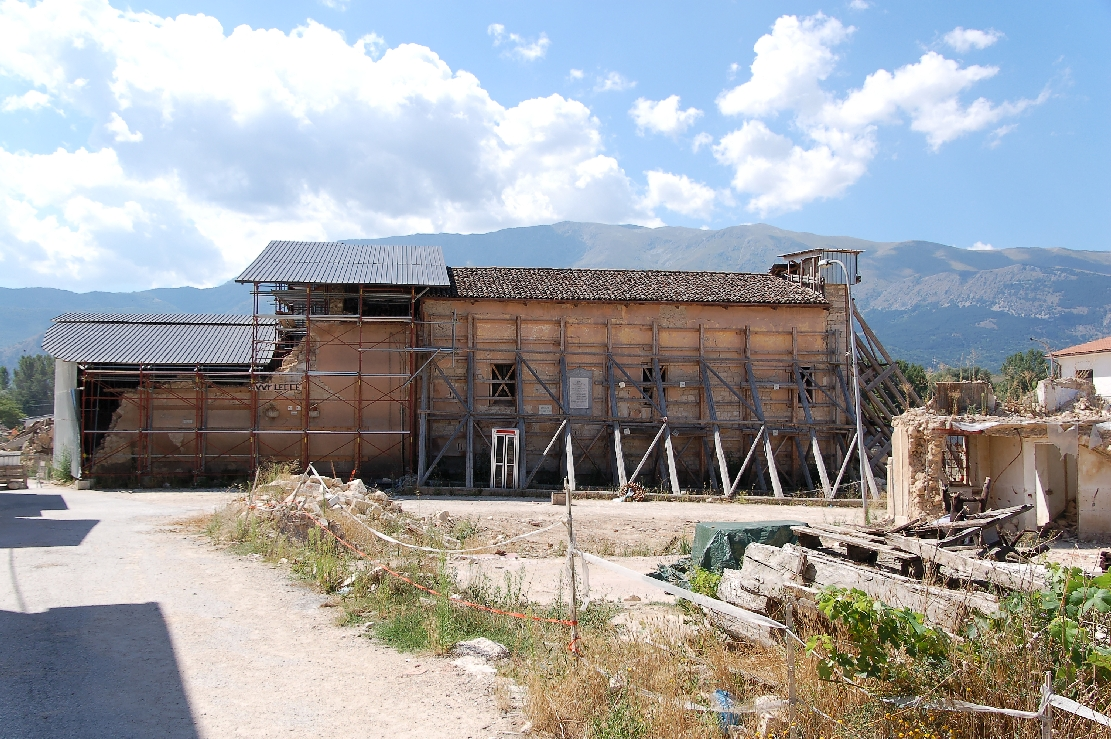
Die Kirche in Onna 2011

Die Deutsche Botschaft Rom hat nach dem Erdbeben ein Spendenkonto eingerichtet und unterstützt mit den Geldern den Wiederaufbau des Vorortes Onna. Auch die Partnerstadt Rottweil hat umfangreiche Spenden gesammelt. Onna war während des Erdbebens zu über 90 % zerstört worden, 42 der 280 Einwohner kamen ums Leben. Unter der Koordination der Botschaft wurde für mehrere Monate eine Einheit des Technischen Hilfswerks entsandt, ein Gemeindehaus errichtet und ein Wiederaufbauplan für das Dorf begonnen. Die Botschaft konzentrierte ihre Hilfe auf Onna, da dieses Dorf historisch mit Deutschland verbunden ist: 1944 hatte die dt. Wehrmacht dort 17 unschuldige Menschen erschossen und mehrere Häuser gesprengt. Der damalige Bundesaußenminister Frank-Walter Steinmeier hat seinem italienischen Amtskollegen Franco Frattini zudem Hilfe bei dem Wiederaufbau der Dorfkirche aus dem 18. Jahrhundert zugesagt.
Die italienische Regierung unter Berlusconi sagte für einen schnellen Wiederaufbau Gelder in Höhe von insgesamt 15 Milliarden Euro zu. Der Wiederaufbau wird allerdings als schleppend beschrieben.

## Prozess gegen Erdbebenexperten
2011 wurde am Gericht von L’Aquila ein Verfahren gegen die sechs Wissenschaftler Giulio Selvaggi, Franco Barberi, Claudio Eva, Mauro Dolce, Gian Michele Calvi und Enzo Boschi, den Präsidenten des Nationalen Instituts für Geophysik und Vulkanologie, sowie den Vizedirektor der Katastrophenschutzbehörde, Bernardo De Bernardinis, eröffnet. Als Mitglieder der Risikokommission hatten sie im Vorfeld des Erdbebens aufgetretene Erschütterungen nicht als Zeichen eines erhöhten Beben-Risikos gedeutet und keine entsprechend deutlichen Warnmeldungen herausgegeben.
Diese Einschätzung wurde von der Staatsanwaltschaft als Verharmlosung der Gefahren angesehen. Die Verteidigung berief sich auf eine Übereinstimmung der Expertenaussagen mit wissenschaftlichen Erkenntnissen, wonach die Vorhersage von Erdbeben nicht möglich sei. Mit der gleichen Begründung protestierten mehr als 5000 Wissenschaftler zu Prozessbeginn mit einem offenen Brief an den Präsidenten der Italienischen Republik gegen die Anklage, der Seismologe Rainer Kind vom GFZ jedoch änderte danach seine Meinung und bezeichnete den Prozess als gerechtfertigt, da seiner Ansicht nach die Angeklagten in ihrer Einschätzung wahrheitswidrig ein starkes Erdbeben in der Region ausgeschlossen hatten. Am 22. Oktober 2012 wurden die Angeklagten zu jeweils sechs Jahren Haft wegen fahrlässiger Tötung verurteilt, womit das Gericht noch über die Forderung der Staatsanwaltschaft hinausging. Die Verurteilten blieben jedoch auf freiem Fuß. Am 10. November 2014 wurden die Experten in zweiter Instanz freigesprochen, die Strafe von De Bernardinis, der besonders beruhigende Aussagen gemacht hatte, wurde auf zwei Jahre Haft reduziert und zur Bewährung ausgesetzt. Die Staatsanwaltschaft legte dagegen Berufung vor dem Corte Suprema di Cassazione ein. Am 20. November 2015 bestätigte das Kassationsgericht letztinstanzlich die Freisprüche.